# Lyons (Georgia)
Lyons – miasto w Stanach Zjednoczonych, w stanie Georgia, siedziba administracyjna hrabstwa Toombs.